# ليمان هاين
ليمان هاين (بالإنجليزية: Lyman Hine)‏ هو متزلج جماعي أمريكي، ولد في 22 يونيو 1888 في بروكلين في الولايات المتحدة، وتوفي في 5 مارس 1930 في باريس في فرنسا بسبب حادث مرور.

## وصلات خارجية
- ليمان هاين على موقع اللجنة الأولمبية الدولية (الإنجليزية)
- ليمان هاين على موقع أوليمبيديا (الإنجليزية)